# 十全武功記
《十全武功記》（又名《十全記》）在清乾隆五十七年（1792年）十月，由乾隆帝親自撰寫成，自述其“十全武功”。

## 内容
所谓的“十全武功”是指《十全记》所说的：“平准噶尔为二，定回部为一，扫金川为二，靖台湾为一，降缅甸、安南各一，即今二次受廓尔喀降合为十。”乾隆五十七年，又命人以滿文、漢文、蒙文、藏文四種文字刻碑。
此文墨寶真蹟刻正典藏於中華民國台北市國立故宮博物院，平日館方收藏不示於人，於典禮節慶日時才釋出予各界參觀欣賞。